# Gmina Czemierniki
Die Gmina Czemierniki [t͡ʂɛmjɛrˈniki] ist eine Stadt-und-Land-Gemeinde (gmina miejsko-wiejska) im Powiat Radzyński der Woiwodschaft Lublin. Sitz ist die gleichnamige Stadt mit 3700 Einwohnern (2010), die zum 1. Januar 2024 ihre zum 13. Januar 1870 entzogenen Stadtrechte wiedererhielt, wodurch die Gemeinde von einer gmina wiejska (Landgemeinde) zu einer gmina miejsko-wiejska wurde.

## Gliederung
Zur Stadt-und-Land-Gemeinde Czemierniki gehören folgende neun Ortschaften mit einem Schulzenamt:
Bełcząc
Czemierniki I
Czemierniki II
Lichty
Niewęgłosz
Skoki
Stoczek
Stójka
Wygnanów

## Persönlichkeiten
- Miłosz Kotarbiński (1854–1944),  polnischer Maler, Literaturkritiker, Dichter, Komponist und Hochschullehrer.